# Nieuw Wereldtijdschrift
Het Nieuw Wereldtijdschrift - ook bekend als het NWT - was een Vlaams literair tijdschrift. Het was de opvolger van het Nieuw Vlaams Tijdschrift. Het verscheen van 1984 tot 1997, en van 1998 tot 2000.
Omdat het Nieuw Vlaams Tijdschrift een te klein aantal abonnees telde, wilde de uitgever het blad niet langer ondersteunen. Er werd besloten het blad een grondige vernieuwing te laten meemaken. Het blad zou samengesteld worden door Herman de Coninck, Piet Piryns en Hugo Claus. Deze laatste stapte echter snel uit het project. De Coninck werd de nieuwe hoofdredacteur. Paul de Wispelaere, hoofdredacteur van het NVT, schaarde zich ook aan hun zijde.
Het blad, links georiënteerd, wilde een mix brengen van literatuur en journalistiek. Met dit laatste had de Coninck ervaring opgedaan toen hij bij Humo werkte. Het werd echter al snel duidelijk dat hun eerste verwachtingen niet gehaald zouden worden. Daar Humo 200.000 lezers telde, en vijf redacteurs, redeneerde de Coninck namelijk dat, als een van die vijf wegging, er 40.000 lezers zouden volgen. Het werden er 3.000, behoorlijk veel maar niet genoeg.
Hierdoor werden de plannen om van het NWT een weekblad te maken terug opgeborgen. In de eerste jaargang verschenen er twee nummers. Daarna bleef het NWT tweemaandelijks verschijnen. Het blad werd ook hoe langer hoe meer literair, in plaats van journalistiek. 
Met de dood van de Coninck in 1997 verscheen er nog een dubbelnummer te zijner nagedachtenis. Daarna werd het blad opgedoekt, of toch voor enkele maanden. In 1998 verscheen een vernieuwde versie, die tien keer per jaar uitkwam. De redactie was hoofdzakelijk dezelfde, maar werd aangevuld met Kristien Hemmerechts, de Conincks weduwe. De hoofdredactie werd gevormd door Frank Albers en Bernard Dewulf. Bart Moeyaert en Marc Reynebeau schreven voor elk nummer een column. Johan Clijsters werkte van 1998 tot 2000 mee, ook als illustrator. Dit alles mocht niet baten, want in 2000 verdween het NWT definitief.
Het NWT was een vernieuwend tijdschrift, dat opviel door zijn eigen stijl en invulling. De Coninck slaagde erin om uit de hopen inzendingen die hij kreeg net dat ene meesterlijk gedicht te halen. Verder verschenen er onder andere verhalen van Vlaamse en buitenlandse schrijvers. 